# Miliardi
Pour plus de détails, voir Fiche technique et Distribution.
Miliardi est un drame de la finance italien réalisé par Carlo Vanzina et sorti en 1991.

## Synopsis
Le film relate les mésaventures de la famille Ferretti quand l'hélicoptère transportant le riche patriarche Leo Ferretti s'écrase. Le conseil d'administration du groupe Ferretti trouve un administrateur provisoire en attendant que Leo se remette du coma dans lequel il est tombé après l'accident. Mais son neveu Maurizio, exclu des nouvelles nominations en partie à cause de l'aversion de son père pour lui, va déclencher une guerre interne au sein du groupe familial pour obtenir le pouvoir et mettre main basse sur le groupe. Les actions de Maurizio seront injustes, sans scrupules, allant même jusqu'à menacer son propre père, montrant à tous combien il est cruel et imprudent. Les plans de Maurizio n'aboutiront pas car il est entravé par ses ennemis, qui veulent le contrôle du groupe Ferretti. Il est aussi abandonné par sa famille, qui ne le reconnaît pas comme l'héritier légitime de son oncle. Alors que tout semble perdu et que le groupe est sur le point d'être racheté en bourse, l'oncle Leo se réveille de son coma. Avec l'aide de son ex-femme et de son beau-père, il parvient à intervenir en achetant massivement des actions Ferretti, sauvant ainsi le groupe. À la fin, on sent la capitulation de Maurizio et le pardon de l'oncle Leo... 

## Fiche technique
- Titre original italien : Miliardi[1]
- Réalisateur : Carlo Vanzina
- Scénario : Carlo Vanzina, Enrico Vanzina d'après Renzo Barbieri
- Photographie : Luigi Kuveiller
- Montage : Ruggero Mastroianni
- Musique : Bruno Kassar, Domenico Colucci, Pino Santamaria, Duilio Sorrenti
- Décors : Davide Bassan (it)
- Costumes : Roberta Guidi Di Bagno
- Maquillage : Adonella De Rossi
- Production : Mario et Vittorio Cecchi Gori
- Sociétés de production : Cecchi Gori Group Tiger Cinematografica, Penta Film, International Video 80
- Pays de production :  Italie
- Langue originale : italien
- Format : Couleur - 1,85:1 - Son Dolby - 35 mm
- Durée : 110 minutes (173 minutes en version télévisée)
- Genre : Drame de la finance
- Dates de sortie :
  - Italie : 25 janvier 1991

## Distribution
- Carol Alt : Betta
- Lauren Hutton : Cristina Ferretti
- Billy Zane : Maurizio Ferretti
- Jean Sorel : Leo Ferretti
- Alexandra Paul : Giulia Ferretti
- Donald Pleasence : Ripa
- Florinda Bolkan : Margherita
- Roberto Bisacco Osvaldo Ferretti
- Catherine Hickland : Connie
- John Stockwell : David Phipps
- Ben Hammer : Le père de Cristina
- Michael Lombard (en) : Tony Steiner
- Cyrus Elias : Piero Costa
- Mark Gellard : Alberto Ferretti
- John Armstead : Lamberto Razza

## Version
Il existe une version télévisée italienne plus longue du film, d'environ trois heures, et généralement diffusée en deux épisodes. 